# Виндаус, Адольф Отто Рейнгольд
Адо́льф О́тто Рейнгольд Виндаус (нем. Adolf Otto Reinhold Windaus) (25 декабря 1876, Берлин, — 9 июня 1959, Гёттинген) — немецкий биохимик и химик-органик. Лауреат Нобелевской премии по химии 1928 года.

## Биография
Изучал медицину и химию в университетах Берлина и Фрайбурга. 
- В 1895 г. Виндаус приступил к изучению медицины в Берлинском университете.
- В 1897 г. сдал вступительный экзамен по медицине, Виндаус продолжил обучение во Фрайбургском университете.
- В 1899 г. была присвоена докторская степень по химии, за работу над диссертацией по сердечным ядам Дигиталиса.
- В 1901г. - отслужил год на военной службе в Берлине, и вернулся во Фрайбург.

Работал в университетах:
- 1903—1913 Фрайбургский университет, лектор, а после ассистент-профессор.
- 1913—1915 Инсбрукский университет имени Леопольда и Франца, профессор,
- 1915—1944 Гёттингенский университет, профессор и директор.

Похоронен на Гёттингенском городском кладбище.

## Основные работы
С 1901 года Виндаус занимался исследованием стеринов. Открыл их строение и образование витамина D из эргостерина под действием ультрафиолетового облучения. Виндаус получил путём синтеза гистамин, обнаружил в составе витамина B1 серу, изучал противорахитические средства, а также химическое строение колхицина, сердечных гликозидов, имидазола и других природных биологически активных веществ.

## Награды
- 1927 — Памятная медаль Адольфа фон Байера[нем.]
- 1928 — Нобелевская премия по химии за изучение свойств и строения витамина D.

## Сочинения
- Abbau- und Aufbauversuche im Gebiete der Sterine, в кн.: Handbuch der biologischen Arbeitsmethoden, Abt. 1, Tl. 6, B. — W., 1925.